# Georg Friedrich von Martens
Georg Friedrich von Martens est un jurisconsulte et diplomate allemand né à Hambourg le 22 février 1756 et mort à Francfort le 21 février 1821. 

## Biographie
A vingt-huit ans, il est professeur de droit à l’université de Gœttingue (1784). Il s’est fait un nom dans la science du droit lorsque les événements viennent modifier sa carrière. Ruinée par dix ans de guerre et morcelée par le traité de Westphalie, l'Allemagne voit son territoire envahi par les armées françaises. Les universités ferment, et de Martens doit quitter Gœttingue. Cependant, en dehors de ses leçons, il se fait connaître par de remarquables écrits sur le droit diplomatique. 
Sa réputation franchit les étroites limites de l’université, et quand le nouveau roi de Westphalie, Jérôme Bonaparte, veut organiser ce semblant de gouvernement qui devait durer si peu, on lui recommande de Martens, qu’il nomme conseiller d’État (1808). Ses services le font élever aux fonctions de président de la section des finances. C’est chez le roi Jérôme que de Martens se lie avec ce que l’époque compte de diplomates illustres. Ses vastes connaissances en diplomatie et ses écrits sur le droit des gens et le droit international lui donnent une importance particulière. 
En 1814, il est appelé au congrès de Vienne et est chargé de rédiger les procès-verbaux des conférences. Les souverains alliés, pour récompenser Bernadotte de sa conduite dans la dernière coalition, ajoutent à la Suède, qu’il tenait de Napoléon, la Norvège, que revendique aussi Christian-Frédéric. Ce prince, cousin du roi de Danemark, a au point de vue du droit royal des droits incontestables sur la Norvège. Fort de ses droits, il se fait proclamer roi de Norvège et se prépare à soutenir par les armes ses prétentions. Les souverains alliés chargent de Martens de se rendre auprès de lui et de négocier sa renonciation à toute prétention sur le trône de Norvège. Cette mission si délicate, surtout auprès d’un homme du caractère de Christian-Frédéric, est un succès pour de Martens. Sous l’influence de ses conseils, le prince dépose les armes et entre en négociation.
De Martens se rend ensuite auprès du roi de Hanovre, qui le nomme conseiller de cabinet. C’est ce prince qu’il représente deux ans plus tard, en 1816, à l'assemblée fédérale de Francfort. De Martens meurt dans cette ville et laisse une réputation de savoir, d’esprit et d’honnêteté.

## Œuvres
Parmi les publications de de Martens, nous indiquerons spécialement les suivantes : Précis du droit des gens de l'Europe, Gœtt., 1789, et Paris, 1831; Recueil des principaux traités d’alliance, de paix, de trêve, etc., conclus par les puissances de l’Europe depuis 1761, en français (Gœttingue, 1791-1800, avec suppl., 19 vol. in-8°), ouvrage fait en collaboration avec le célèbre Fr. Saalfeld ; Cours diplomatique ou Tableau des relations extérieures des puissances de l’Europe (Berlin, 1801, 3 vol. in-8°), également en français et terminé par un catalogue considérable d’auteurs qui ont écrit sur la diplomatie ; Éléments de droit commercial, particulièrement du change et des lois maritimes, en allemand
(Gœttingue, 1820, 1 vol. in-12).

## Source
« Georg Friedrich von Martens », dans Pierre Larousse, Grand dictionnaire universel du XIXe siècle, Paris, Administration du grand dictionnaire universel, 15 vol., 1863-1890 [détail des éditions].